# Hélène David
Hélène David, née le 13 décembre 1953 à Montréal, est une universitaire, fonctionnaire, femme politique québécoise. 
Elle est députée libérale à l'Assemblée nationale du Québec de la circonscription d'Outremont de 2014 à 2018, et ensuite de Marguerite-Bourgeoys de 2018 à 2022. 
Elle est ministre de la Condition féminine et de l'Enseignement supérieur dans le gouvernement Couillard.

## Biographie

### Famille
Hélène David vient d'une famille de personnalités publiques reconnues. Elle est la fille du cardiologue et ancien sénateur progressiste conservateur Paul David, la petite-fille de l'ancien député et sénateur libéral Athanase David et l'arrière-petite-fille de Laurent-Olivier David. 
Elle est aussi la sœur de Françoise David, ex-députée de Gouin et anciennement coporte-parole de Québec solidaire, et a deux frères : Charles-Philippe David, professeur de science politique et titulaire de la Chaire Raoul-Dandurand en études stratégiques et diplomatiques, et Pierre David, producteur de cinéma,.

### Carrière
Hélène David entre à l'Université de Montréal et y obtient un doctorat en psychologie clinique et y devient professeure. Elle y enseigne notamment la psychopathologie et l'intervention clinique, les méthodes de recherche et les problématiques féminines et maternelles. Appartenant à  plusieurs comités universitaires, elle est directrice adjointe du Département de psychologie avant de devenir vice-rectrice adjointe aux études en 2005. 
De 2008 à 2010, elle a la charge de sous-ministre adjointe responsable de l'enseignement supérieur au ministère de l'Éducation, du Loisir et du Sport sous le gouvernement de Jean Charest. En quittant cette fonction, elle devient vice-rectrice aux affaires académiques à l'Université de Montréal.

### Engagement politique
Pendant trois ans, Hélène David est membre de Québec solidaire, formation indépendantiste de gauche, elle contribue également financièrement à la campagne du parti dans Gouin. À ce sujet elle déclarera avoir toujours été fédéraliste et avoir uniquement voulu soutenir sa sœur.
Le 6 mars 2014, le Parti libéral du Québec annonce sa candidature aux élections provinciales dans le fief libéral d'Outremont, siège alors occupé par Philippe Couillard, chef du parti élu dans une élection partielle quelques mois auparavant.
Le 7 avril 2014, à l'issue de l'élection générale québécoise de 2014, elle est largement élue, obtenant 56,25 % des voix. Elle devance largement sa plus proche concurrente, la solidaire Edith Laperle, qui obtient 16,91 %. Le 23 avril 2014, elle est nommée ministre de la Culture et des Communications au sein du cabinet ministériel de Philippe Couillard, ainsi que ministre responsable de la Protection et de la Promotion de la langue française. Elle est nommée ministre responsable de l'Enseignement supérieur le 22 février 2016 après un remaniement ministériel. Elle est ministre responsable de la Condition féminine du 11 octobre 2017 au 18 octobre 2018. Le 19 octobre 2017, elle annonce une aide d'un million de dollars pour soutenir les victimes d'agressions sexuelles. Elle est vice-présidente de la commission de la santé et des services sociaux du 4 décembre 2018 au 17 juin 2020 et présidente du caucus de l'opposition officielle du 16 juin 2020 au 22 janvier 2021. 
Le 2 mars 2018, la Commission de la représentation électorale annonce la décision de fusionner en grande partie les circonscriptions de Mont-Royal et d'Outremont. Pierre Arcand, député libéral de Mont-Royal, présentant sa candidature dans la nouvelle circonscription de Mont-Royal-Outremont, Hélène David est contrainte de se trouver une nouvelle circonscription. Le départ du député de Marguerite-Bourgeoys, Robert Poëti lui donne cette occasion. Elle se présente dans cette circonscription et est réélue députée libérale à l'Assemblée nationale du Québec lors des élections provinciales de 2018. En avril 2022, elle annonce qu'elle quittera la vie politique au terme de son mandat et ne sera donc pas candidate aux élections provinciales de 2022.

## Résultats électoraux
|                                                                                               | Nom                | Parti            | Nombre de voix | %      | Maj.  |
| --------------------------------------------------------------------------------------------- | ------------------ | ---------------- | -------------- | ------ | ----- |
|                                                                                               | Hélène David       | Libéral          | 15 361         | 53,4 % | 8 605 |
|                                                                                               | Vicky Michaud      | Coalition avenir | 6 756          | 23,5 % | -     |
|                                                                                               | Camille St-Laurent | Québec solidaire | 3 095          | 10,8 % | -     |
|                                                                                               | Jeannot Desbiens   | Parti québécois  | 2 430          | 8,4 %  | -     |
|                                                                                               | Smail Louardiane   | Vert             | 675            | 2,3 %  | -     |
|                                                                                               | Nashaat Elsayed    | NPD Québec       | 456            | 1,6 %  | -     |
| Total                                                                                         | Total              | Total            | 28 773         | 100 %  |       |
| Le taux de participation lors de l'élection était de 54,8 % et 514 bulletins ont été rejetés. |                    |                  |                |        |       |

|                                                                                               | Nom                | Parti            | Nombre de voix | %      | Maj.   |
| --------------------------------------------------------------------------------------------- | ------------------ | ---------------- | -------------- | ------ | ------ |
|                                                                                               | Hélène David       | Libéral          | 15 368         | 56,3 % | 10 747 |
|                                                                                               | Édith Laperle      | Québec solidaire | 4 621          | 16,9 % | -      |
|                                                                                               | Roxanne Gendron    | Parti québécois  | 3 993          | 14,6 % | -      |
|                                                                                               | Rebecca McCann     | Coalition avenir | 2 252          | 8,3 %  | -      |
|                                                                                               | Théo Brière        | Vert             | 615            | 2,3 %  | -      |
|                                                                                               | Mathieu Marcil     | Parti nul        | 192            | 0,7 %  | -      |
|                                                                                               | Galia Vaillancourt | Option nationale | 154            | 0,6 %  | -      |
|                                                                                               | Simon Pouliot      | Conservateur     | 80             | 0,3 %  | -      |
| Total                                                                                         | Total              | Total            | 27 275         | 100 %  |        |
| Le taux de participation lors de l'élection était de 69,5 % et 218 bulletins ont été rejetés. |                    |                  |                |        |        |